# Carrière de la Gombe
Pour les articles homonymes, voir Gombe.
La carrière de la Gombe est une ancienne exploitation de grès, actuellement utilisée pour l'entraînement à la plongée sous-marine. Elle est située sur le territoire de la commune d'Esneux, à une vingtaine de kilomètres au sud de Liège, en Belgique.

## Histoire
La carrière de la Gombe avait été exploitée pour l'extraction de pierre de taille, grès de construction.
Le Centre Liégeois d'Activités Subaquatiques (C.L.A.S), actuellement plus important club de plongée de Belgique[réf. nécessaire], décida de l'exploiter pour l'entraînement de ses membres une fois transformé ce petit lac en un plan d'eau de plus de 30 mètres de profondeur.
Le centre de plongée fut inauguré le 22 février 1977. Il est actuellement certifié 5 étoiles.

## Accessibilité
Le centre est ouvert le week-end, matin et après-midi pour les membres du club. Les extérieurs peuvent y accéder les après-midis.
Étant donné sa localisation, le site est bien entendu fréquenté par des nombreux plongeurs belges, francophones et néerlandophones, mais aussi néerlandais et allemands, les frontières de ces deux pays n'étant distantes que d'une cinquantaine de kilomètres.
Le C.L.A.S. a par ailleurs une importante section établie à Maastricht.

## Équipement
- Station de gonflage
- Vestiaires
- Cafétéria

## Attractions sub-aquatiques
- Avion de chasse
- Tank
- Barques
- Cloche sous-marine

## Faune
- Esturgeons
- Brochets
- Carpes
- Gardons